# خوسيه مانويل فلوريس سانشيز
خوسيه مانويل فلوريس سانشيز (بالإسبانية: José Manuel Flores Sánchez) هو متسابقة ملكة الجمال وعارض فنزويلي، ولد في 25 سبتمبر 1986 في كاراكاس في فنزويلا.